# 吴乃群
吴乃群（1971年2月8日—），中国篮球运动员，教练员。出生于辽宁省沈阳市，1989年进入辽宁队，1994年入选中国国家队。从1993年到2000年一直效力于辽宁盼盼队。司职中锋或二中锋，以准确的中远距离投篮和突破能力强出名。2007年从浙江万马篮球俱乐部退役。2020年8月，加入辽宁沈阳三生飞豹篮球俱乐部教练组。

## 职业荣誉
- CBA联赛：98-99赛季中国男篮甲A联赛辽宁盼盼队获亚军时的主力队员，助理教练。

- 世界大学生运动会：1993年，世界大学生运动会男篮季军。
- 亚运会：1994年10月日本广岛第12届亚运会男篮冠军。
- 男篮亚洲锦标赛：1995年6月汉城亚洲男篮锦标赛中冠军，中国队历史上第10次夺冠，“十冠王”。
- 奥运会：1996年，亚特兰大奥运会中国男子篮球队主力二中锋，随队获得第八名。
- 世界男篮锦标赛：1994年，中国队夺得第8名，这是中国男篮国家队在世锦赛上取得的最好成绩(1959年,  智利圣地亚哥世锦赛中华民国代表队获得第四名[1])。

94年队员被称为中国男篮的‘黄金一代’。